# Jean-Claude Lumet
Pour les articles homonymes, voir Lumet.
Œuvres principales
Ol ét pus queme dans l’temps, Animots en folie, William Poire (6 œuvres), "Kilt et béret basque", "I love you..., sherry, chérie", "Maïmouna, la petite Sénégalaise".
Jean-Claude Lumet est un auteur vendéen d'expression française et poitevine-saintongeaise, dans une de ses variantes poitevines de Vendée. Il écrit aussi du théâtre en français et en anglais.

## Biographie
Jean-Claude Lumet, est originaire de Thouarsais-Bouildroux  en Vendée. Professeur d’anglais au Sénégal et en Vendée il est l’auteur de romans, d'une série autour du personnage de "William Poire", et d’une vingtaine de pièces de théâtre ayant donné lieu à des centaines de représentations chaque année en France et à l’étranger, avec plusieurs centaines de milliers de spectateurs au total. Certains de ses ouvrages ont été traduits en anglais et en néerlandais.
Il a publié en outre trois ouvrages en poitevin-saintongeais, dans une de ses variantes poitevines de Vendée.

## Œuvres
En poitevin
- Ol ét pus queme dans l’temps, Éditions du Petit Pavé, 2001.
- Jouez avec le parlanjhe en Charentes, Poitou, Vendée, Geste Éditions, 2005.
- Les Ani-mots en folie, fables (édition bilingue poitevin/français), Geste Éditions, 2008.

En français
- La Nuit de la Sorcière, Éditions Cheminements, 1990.
- William Poire, élève en 6ème… pour un bon bail, Éditions du Petit Pavé, 2000.
- William Poire 2, redoublant de 6e , Éditions du Petit Pavé, 2001.
- William Poire 3, les pépins de William Poire, Éditions du Petit Pavé, 2003.
- Les Assassins de la planète verte, Éditions du petit Pavé, 2007.
- William Poire 4, le retour, aux Éditions du Petit Pavé, 2010.
- L’Inspecteur Duchêne se déchaîne, Mon Petit Éditeur, 2010.
- William Poire 5… au Sénégal, Éditions du petit Pavé (2014).
- Maïmouna, la petite Sénégalaise, Éditions ELLA, 2015
- William Poire 6, Ah ! si je s'rais prof..., Éditions du Petit Pavé, avril 2018
- La petite fille aux coquillages de l'île de Noirmoutier et autres incroyables histoires vraies, aux Éditions du Petit Pavé, avril 2020
- Cette nuit-là, la Sorcière... Vendée 1794, aux Éditions du Petit Pavé, août 2023

Théâtre en français (et en anglais) publié par les Éditions théâtrales Art & Comédie, Paris
- Panique chez les fantômes, comédie en 3 actes, 1989.
- Le Noël des contes, comédie-conte en 1 acte, 1991.
- Kilt et béret basque, comédie en 1 acte, 1993.
- I love you, sherry, chérie…, comédie en 1 acte, 1994.
- Demandez l’horoscope ! comédie en 1 acte, 1995.
- Emmène-moi à l’Élysée ! comédie en 1 acte, 1996.
- Ils sont fous ces Français, comédie en 1 acte, 1999.
- C’est plus comme dans l’temps, comédie en 1 acte, 2000.
- La CSG ou la Cité Sans Gamins, comédie-conte en 1 acte, 2000.
- Le Noël des Contes / Fairy Tales’ Christmas (version bilingue français-anglais), comédie-conte en 1 acte, 2000.
- Couple anglais recherche maison française, comédie en 1 acte, 2001.
- Les folies du grand-père, comédie en 1 acte, 2002.
- Quand les vaches seront folles, comédie en 1 acte, 2003.
- Allô les pompiers ! Call the Firemen ! (version bilingue français-anglais) comédie en 1 acte, 2004.
- Pas de vacances pour mon aide à domicile, comédie en 1 acte

## Distinctions
- En 2002, prix spécial du jury de la meilleure nouvelle en poitevin-saintongeais au concours organisé par le "Groupe de travail sur les langues régionales (langues poitevine-saintongeaise et occitane)" auprès du conseil régional de la région Poitou-Charentes pour sa nouvelle en poitevin Saloperies de pllumes é sacrais poels[2].